# Орден Кім Чен Іра
Орден Кім Чен Іра (кор. 김정일훈장) — найвища державна нагорода КНДР разом с Орденом Ким Ир Сена.

## Історія
Заснований указом Президії Верховного народного збору КНДР 3 лютого 2012 року до 70-річчя від дня народження Кім Чен Іра. У документі зазначено, що дана нагорода вручатиметься офіційним особам, трудящим, військовим частинам, урядовим установам та різним організаціям, які «особливо відзначилися у справі реалізації революційного курсу країни, будівництві могутньої та процвітаючої держави».
Одночасно було засновано і премію імені Кім Чен Іра, призначену для тих, хто «вніс великий внесок у розвиток науки, освіти, охорони здоров'я, літератури, мистецтва, засобів масової інформації та спорту». За аналогією з премією імені Кім Ір Сена, вона також буде найвищою премією КНДР. Крім цього, було засновано ще й молодіжну з дитячої премії імені Кім Чен Іра. Указом Президії Верховного народного зібрання від 9 лютого 2012 року орденом було нагороджено 132 офіційні особи.

## Нагороджені
- Кім Ген Хі
- Кім Йон Нам
- Кім Ен Чжу
- Хен Ен Чхоль
- Чан Сон Тхек
- Чхве Ен Рим
- Лі Иль Соль
- Рю Ми Ён
- Чхве Рьон Хе